# Megumi Ohori
Megumi Ohori (大堀恵) cantora e idol, nascida em 25 de agosto de 1983 membro do Grupo musical SDN48.